# 非牛頓流體
非牛頓流體（Non-Newtonian fluid）是一種流體力學的概念，與牛頓流體相對，它的应力与速度梯度的关系不服从牛顿黏性定律，也就是說其剪應力與剪應變呈非線性關係。常见的非牛顿流体包括：高分子聚合物溶液、聚合物熔融体（熔融狀態的塑膠)、血液。
对于非牛顿流體来说，作用於液體微元上的摩擦力除與目前的運動狀態外還與液體過去的運動狀態有關，也就是說，此種液體有記憶效應。其中一種比較廣為人知及易於家中試製的非牛頓流體為玉米澱粉加水的製成品，比例約是5份玉米粉配上2份水混合而成。
太白粉溶液和一般水溶液的差別為：太白粉溶液比較接近「非牛頓流體」，而一般水溶液则是「牛頓流體」。

## 分類
非牛頓流體可以分為純黏性與黏彈性兩類：
- 純黏性非牛頓流體

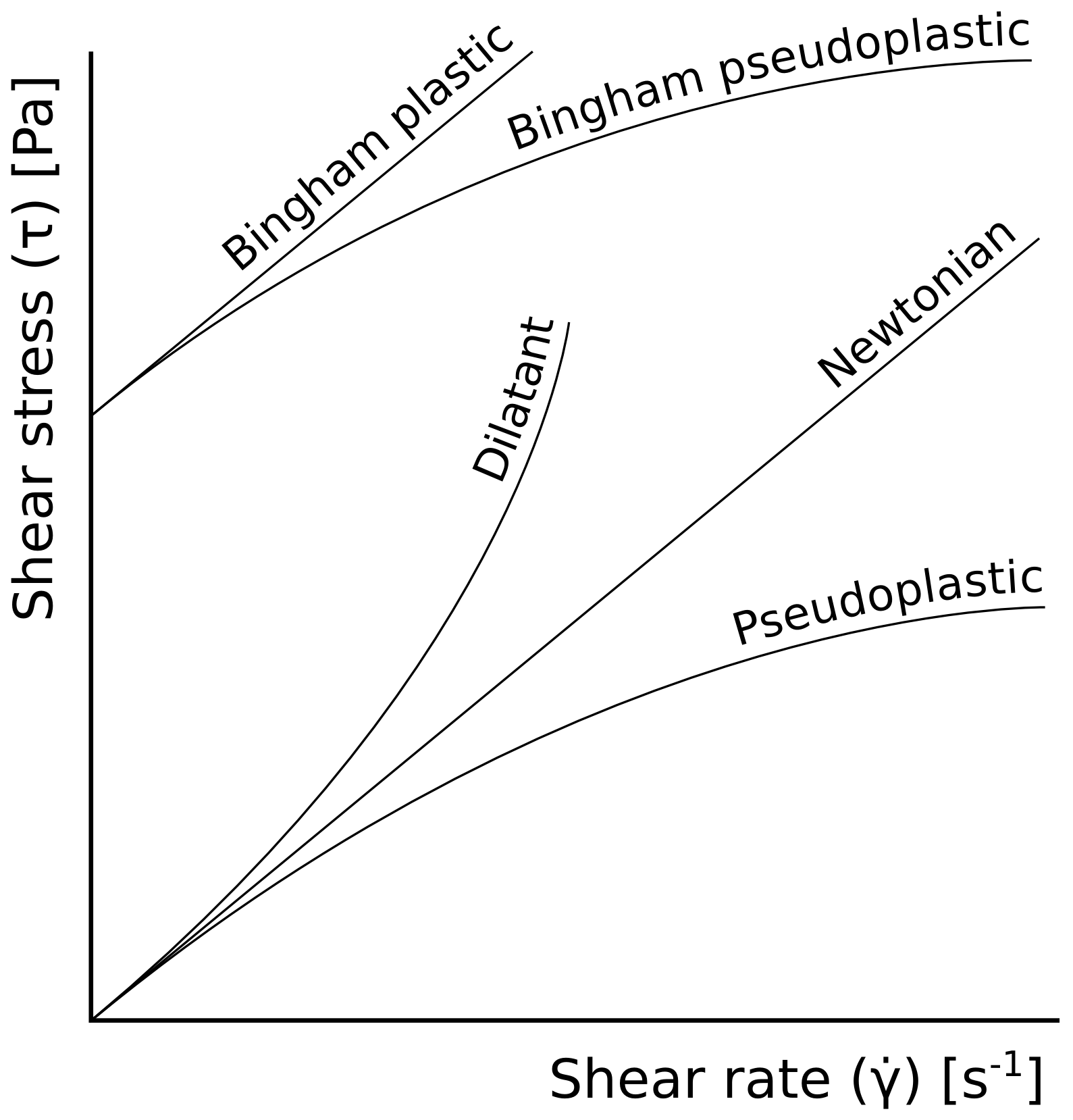
四种类型流体（牛顿流体、剪切增稠流体、剪切稀化流体、宾汉流体）的剪应力与剪应变率之间的关系

  - 非時變性：如剪切增稠流体（脹流性）、剪切稀化流体（假塑性）
  - 時變性：如震凝性流体（震凝性）、触变性流体（觸變性）
- 粘弹性非牛顿流体
  - 宾汉流体

## 外部連結
- 短片：美国国家流体力学影片委员会（NCFMF）对非牛顿流体的经典实验 （页面存档备份，存于）